# Гранд-Форкс (округ)
Округ Гранд-Форкс (англ. Grand Forks County) располагается в штате Северная Дакота, США. Официально образован в 1873 году. По состоянию на 2013 год, численность населения составляла 69 179 человек.

## География
По данным Бюро переписи США, общая площадь округа равняется 3 727,014 км2, из которых 3 719,244 км2 — суша, и 3,000 км2, или 0,200 % — это водоёмы.

## Население
По данным переписи населения 2000 года в округе проживает 66 109 жителей в составе 25 435 домашних хозяйств и 15 617 семей. Плотность населения составляет 18,00 человек на км2. На территории округа насчитывается 27 373 жилых строения, при плотности застройки около 7,00-ти строений на км2. Расовый состав населения: белые — 93,00 %, афроамериканцы — 1,37 %, коренные американцы (индейцы) — 2,31 %, азиаты — 0,98 %, гавайцы — 0,07 %, представители других рас — 0,72 %, представители двух или более рас — 1,57 %. Испаноязычные составляли 2,06 % населения независимо от расы.
В составе 32,40 % из общего числа домашних хозяйств проживают дети в возрасте до 18 лет, 49,50 % домашних хозяйств представляют собой супружеские пары, проживающие вместе, 8,80 % домашних хозяйств представляют собой одиноких женщин без супруга, 38,60 % домашних хозяйств не имеют отношения к семьям, 28,30 % домашних хозяйств состоят из одного человека, 8,20 % домашних хозяйств состоят из престарелых (65 лет и старше), проживающих в одиночестве. Средний размер домашнего хозяйства составляет 2,43 человека, и средний размер семьи 3,03 человека.
Возрастной состав округа: 23,80 % — моложе 18 лет, 19,60 % — от 18 до 24, 28,80 % — от 25 до 44, 18,20 % — от 45 до 64, и 18,20 % — от 65 и старше. Средний возраст жителя округа — 29 лет. На каждые 100 женщин приходится 103,70 мужчин. На каждые 100 женщин старше 18 лет приходится 102,30 мужчин.
Средний доход на домохозяйство в округе составлял 35 785 USD, на семью — 46 620 USD. Среднестатистический заработок мужчины был 30 079 USD против 21 426 USD для женщины. Доход на душу населения составлял 17 868 USD. Около 8,00 % семей и 12,30 % общего населения находились ниже черты бедности, в том числе — 12,00 % молодежи (тех, кому ещё не исполнилось 18 лет) и 7,60 % тех, кому было уже больше 65 лет.